# Karol Edward Stuart

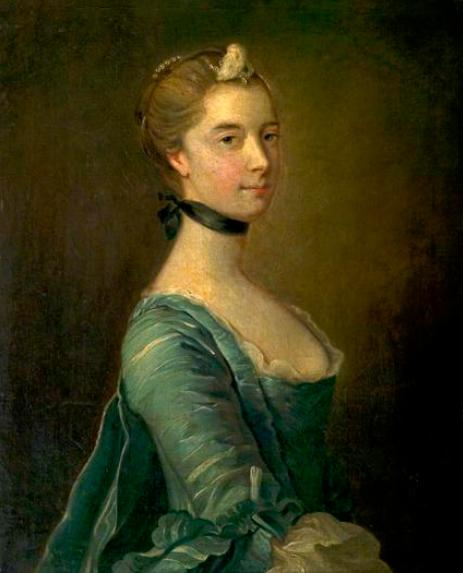
Clementina Walkinshaw

Karol Edward Ludwik Jan Kazimierz Sylwester Seweryn Maria Stuart (ang. Charles Edward Stuart, gael.szkoc. Teàrlach Èideard Stiùbhart), nazywany Bonnie Prince Charlie (ang. Śliczny Książę Karolek) lub Młodszym Pretendentem (ur. 31 grudnia 1720 w Rzymie, zm. 31 stycznia 1788 tamże) – pretendent do tronu brytyjskiego jako Karol III.

## Życiorys
Był synem Jakuba Stuarta i Marii Klementyny Sobieskiej, wnukiem obalonego Jakuba II, króla Wielkiej Brytanii i Irlandii, oraz prawnukiem Jana III Sobieskiego, króla Polski. Zwolennicy jego ojca, zwani jakobitami, bezskutecznie próbowali go osadzić na tronie brytyjskim. Było wśród nich szczególnie wielu Szkotów ze względu na szkockie pochodzenie dynastii Stuartów. Miał także zwolenników w Irlandii, dla których Stuartowie reprezentowali katolicyzm (w Irlandii katolicy podlegali dyskryminacji przez tzw. „Prawa Karne”).  W 1745 Karol Edward posiłkując się pomocą Francji i Hiszpanii wywołał w Szkocji powstanie, które mialo zaprowadzić jego ojca na tron Wielkiej Brytanii i Irlandii, jednak wobec braku szerszego odzewu poza Szkocją, po początkowych sukcesach zakończyło się krwawą klęską, a na ludność, w szczególności górali szkockich, spadły surowe represje. Książę zdołał uciec i przez kilka miesięcy dzięki lojalności i gościnności Szkotów ukrywał się w górach i na Hebrydach używając rozmaitych przebrań. Jego powstanie i późniejsza ucieczka stały się kanwą romantycznej szkockiej legendy i wielu popularnych pieśni ludowych i wiktoriańskich Szkocji i Irlandii (w tym śpiewana do dzisiaj jako kołysanka „Skye Boat Song”, a także irlandzka "Mo Ghile Mear" (irl.)). Brak funduszy oraz zmieniająca się sytuacja polityczna w Europie nie pozwoliła mu zrealizować planów powrotu i ponownego powstania. Po śmierci ojca w 1766, jakobici obwołali Karola Edwarda nowym pretendentem do tronu jako Karola III. Papież Klemens XIII nie poparł pretensji Karola Edwarda, mimo że wspierał jego ojca.
28 marca 1772 w Paryżu 52-letni Karol Edward poślubił per procura 20-letnią księżniczkę Ludwikę Stolberg-Gedern. Swoją żonę poznał 14 kwietnia 1772 we włoskim mieście Macerata, kiedy ceremonię zaślubin powtórzono w obecności obojga nowożeńców. Para zamieszkała w Rzymie, ale w 1774 przeniosła się do Florencji – wtedy Karol Edward zaczął używać tytułu hrabiego Albany. W 1780 Ludwika zostawiła męża, tłumacząc, że ten znęcał się nad nią psychicznie. Opinia publiczna uwierzyła Ludwice, przymykając oko na fakt, że Ludwika od dłuższego czasu żyła w związku z włoskim poetą – hrabią Vittorio Alfieri. Karol Edward nie doczekał się potomstwa ze swoją żoną, ale jego kochanka Clementina Walkinshaw urodziła córkę:
- Charlotte Stuart, księżną Albany (29 października 1753 – 17 listopada 1789), kochankę Ferdinanda Maximiliena Mériadeca de Rohan, arcybiskupa Bordeaux, matkę:
  - Marie Victoire Adélaïde de Rohan (1779–1836), trzykrotną mężatkę i matkę syna[4],
  - Charlotte Maximilienne Amélie de Roehenstart (1780–1806), zmarłą w połogu razem z dzieckiem,
  - Charles Edward Augustus Maximilian de Roehenstart (Rohan+Stuart) (1784–1854), zmarłego bezdzietnie.

W 1783 Karol Edward legitymizował córkę i nadał jej tytuł księżnej Albany oraz Jej królewskiej wysokości. Tytuły te nie dały Charlotte praw do dziedziczenia po ojcu jego pretensji do tronu Anglii. Przez kolejne pięć lat córka mieszkała z ojcem we Florencji. Karol Edward zmarł w 1788 i został pochowany w bazylice katedralnej we Frascati, gdzie jego brat był biskupem. Po śmierci brata w 1807 ich prochy zostały pochowane w bazylice św. Piotra na Watykanie, razem z prochami ich rodziców.